# جبل العلم
جبل العلم (بالإسبانية : وMonte Alam) جبل من سلسلة جبال الريف يقع بالشمال الغربي من المغرب بالقرب من ثلاث مدن هي: (تطوان وشفشاون والعرائش)، وبالضبط على بُعد 1.3 كيلومتر من قرية سوق خميس بني عروس. وكان جبل العلم مقراً سابقاً لعبد السلام بن مشيش العلمي حتى وفاته سنة 626 هـ / 1229 م. فهو مكان مشهور عبر تاريخ المغرب منذ القرن السابع الهجري (القرن الثالث عشر الميلادي).
ويقع جبل العلم حسب التقسيم الإداري بدائرة عبد السلام بإقليم العرائش ويؤدي إليه طريق المعبدة رقم RP 4702 الذي يؤدي إلى عبد السلام بن مشيش.

## معطيات جغرافية وجيولوجية
تتميز جيولوجية منطقة الريف في شمال غرب المغرب بتكوينها من أغطية فليشية في منطقة جبل العلم (باللون الأخضر الداكن على الخريطة)، واللّتي تحدها من الجنوب الغربي مناطق شبه ريفية (باللون الأخضر على الخريطة)، ومن الشمال الشرقي مناطق أخرى تفصلها عن المناطق الداخلية (باللون الأزرق على الخريطة).
يتميز جبل العلم بطقس بارد في فصل الشتاء مع تساقط الأمطار والثلوج في شهريّ ديسمبر ويناير. أما في فصل الصيف، فيكون الطقس معتدلاً أو حاراً في بعض الأحيان، مع ندرة أو انعدام الأمطار.

## التاريخ البشري بجبل العلم
بعد محنة الأدارسة على يد موسى بن أبي العافية من قِبَل الفاطميين حكام أفريقيا، نجى أحمد مزوار الإدريسي من بطشهم، فهرب متخفيًا من مدينة فاس مع أهله ولجأ إلى قلعة حجر النسر (الواقعة في حدود قبيلة سماتة اليوم)، والتي أصبحت المعقل الأخير للأدارسة. وكانت هذه القلعة عاصمة حكمهم قبل أن يتم القضاء على دولتهم.
توجد قلعة حجر النسر على بُعد 23.8 كيلومترًا من جبل العلم. ومن أحمد مزوار الإدريسي بن الملك علي حيدرة بن محمد بن إدريس الثاني، تنحدر سلالة العلميين، التي يشير إليها اسم "الشرفاء العلميين". وتعدُّ عائلة عبد السلام بن مشيش العلمي الإدريسي أحد أحفاد أحمد مزوار، حيث استقروا في جبل العلم بعد ذلك.

## الحرم العلمي
نص الوثيقة التي تحدد الحرم العلمي :
- « الحمد لله وحده حيث هو معلوم لدى الخاص والعام أن حدود مساحة جبل العلم قديما، وكانت تحيط بقبيلة بنى عروس المحترمة التي بها مدفن قطب الأقطاب ومولانا عبد السلام بن مشيش وكثير من أولياء الله المحترمين نفعنا الله ببركاتهم آمين حسبما هي مثبوتة في دفتر الشرفاء العلميين ببني عروس وقد أدخلت عليها الحماية الأسبانية تغييرا بالنقص من حدودها، وهي كما يلي ووافقت على الحدود الأخيرة شركة المياه والغابات المغربية بعد الاستقلال، والحدود المذكورة من جوانبها الأربع تبتدئ من سيدي إمام بجبل أبي هاشم إلى خناق الرند واستمر الشفق الشفق إلى سيدي أحمد المجاهد البقالي وسار كذلك الشفق الشفق إلى ظهر الصحفة إلى وادي ثلاثاء بنى يدر تحت مدشر الهراول واستمر غربا إلى الدكانة بالقرب من سيدي علي بوخبزة بمدشر اغبالوا ثم منه إلى مقطع الحديد بفج الريح من قبيلة بنى يدر ثم وقف ورجع شرقا إلى حجر بَدُّو بالقرب من سيدي الفضل من باب الرقايع وسار في اتجاه شرقي إلى باب حافة عيسى، ثم تحول في اتجاه غربي إلى قمة الجبل بأعلى قرية دار الحيط، واستمر منه في اتجاه شرقي إلى وطا مدشر امسملل، ومنه سار في اتجاهه إلى موضع يعرف بالبنى المدعو بعقبة اغيل، وهناك وضعت رجمة الحد، ثم منه الشفق إلى موضع يعرف بالعَمايَر وهي كهوف تأوي إليها الوحوش وتدعى اليوم السحان بُوقمقومة، ثم نزل منه إلى وادي السطح ثم طلع في اتجاه واحد إلى حجر الصيد المعروف بصمعة اقروش وهناك وضعت رجمة الحد، ثم طلع في اتجاه واحد إلى قمة جبل أبي هاشم ثم ذهب في اتجاهه إلى سيدي إمام المذكور في ابتداء الحدود أولا، وأنشئت هذه الحدود بمحضر لجنة انتدبت لذلك، مكونة من عدلين وجم غفير من أعيان الشرفاء العلميين من بنى عروس، وفضيلة قاضي القبيلة، وسعادة قائدها السيد عبد السلام الوهابي، والمراقب الإسباني لدائرة بنى عروس وسماتة، ووكيل شركة المياه والغابات الذي رفض الحدود التي أقيمت في عهد المولى إسماعيل، ثم اتفق الجميع على هذه الحدود المذكورة المقترحة من طرف من ذكر لمساحة الحرم، وتقدر هذه المساحة بنحو ثمانية آلاف هكتار، اختصرت من نحو خمسين ألف التي كانت تحيط بقبيلتي بنى عروس وسماتة. والضريح الموقر للقطب مولانا عبد السلام بجبل العلم المذكور، المحتوي على كثير من أشجار الغابة المتنوعة ويغلب فيها شجر الدلم وتشت وكل ذلك من نبات الطبيعة، ويوجد أغلب الأشجار بهذه الأماكن التي ستذكر وهي من ركبة كرشيش إلى باب امسملل ثم سار إلى وطاء بنى الشريف ثم سار إلى سحان الوطا المذكور، ثم سار منه إلى بياطة السيوخ، ثم سار إلى رحي المدادنة ومنه إلى باب الخاق فوق مدشر ادياز ثم منه إلى البلاّعة ثم إلى عين السبت ثم منه إلى حجر بوبرنوص ثم إلى خندق ابَّران ثم منه إلى دار مولاي اليزيد بالحصن ثم سار إلى الولي الصالح سيدي يونس ثم منه إلى صاف الرخام ثم سار إلى أراضي المنصلح ثم سار إلى عين عمر ثم صعد إلى ركبة كرشيش على الشفق التي بدئ بها أولا تحت إخضاع وموافقة تامة شهد عليهم وهم بأتمه وعرفهم وفي 28 من رمضان عام 1365 هجرية موافق 26 غشت سنة 1946 ميلادية علامة العدل الأول، وعلامة العدل الثاني نص الأداء : الحمد لله أديا فقبلا واعلم به في يومه قاضي بني عروس عبد السلام اغبالو الخاتم وبداخله قاضي بنى عروس. ».

## جدول المسافات ومواقع المزارات
| الاسم                                     | عصره وتاريخه الهجري | مكان ضريحه     | موقعه الجغرافي          | خط العرض  | خط الطول  | بعده عن خميس بني عروس |
| ----------------------------------------- | ------------------- | -------------- | ----------------------- | --------- | --------- | --------------------- |
| أحمد مزوار الإدريسي                       | الأدارسة 234- 350   | قلعة حجر النسر |                         | 35,416668 | 5,750000- | 16,3                  |
| سلام العروس بن أحمد مزوار الإدريسي        | الأدارسة 280        | قرية مجمولة    | خارج القرية (البيمل)    | 35,299999 | 5,616667- | 1,4                   |
| عيسى بن سلام                              | الأدارسة 330        | بوعمار         |                         | 35,366665 | 5,600000- | 7,2                   |
| بوحرمة بن عيسى                            | الأدارسة 380        | مجازليين       |                         | 35.333332 | -5.766667 | 12,7                  |
| علي بن بوحرمة                             | المرابطين 430       | خميس سيدي علي  | أرض أوجة على جرف الوادي | 35,299999 | 5,633333- | 0,8                   |
| أبو بكر بن علي العلمي الإدريسي            | المرابطين 480       | عين الحديد     | غابة الدك               | 35,313057 | 5,694722- | 6,0                   |
| سليمان العلمي الإدريسي(= مشيش) بن أبي بكر | الموحدين 530        | أغيل           |                         | 35.299999 | -5.550000 | 7,4                   |
| عبد السلام بن مشيش                        | الموحدين 559-626    | جبل العلم      |                         | 35,316666 | 5,516667- | 10,3                  |
| محمد بن عبد السلام                        | المرينيين 630       | جبل العلم      |                         | 35,316666 | 5,516667- | 10,3                  |
| عبد الكريم بن محمد                        | المرينيين 680       | تزية           |                         | 35.361389 | -5.56305  | 8,5                   |
| عبد الوهاب الأكبر بن عبد الكريم           | 730                 | تزية           |                         | 35.361389 | -5.56305  | 8,5                   |
| يوسف بن عبد الوهاب الأكبر                 | السعديين 780        | -              |                         |           |           |                       |
| إبراهيم بن يوسف                           | 830                 | -              |                         |           |           |                       |
| محمد بن إبراهيم                           | 880                 | -              |                         |           |           |                       |
| عبد الوهاب الأصغر بن محمد                 | 930                 | أفرنو السفلى   |                         | 35,368057 | 5,592222- | 7,6                   |
| عيسى بن محمد الأصغر                       | 980                 | أفرنو السفلى   |                         | 35,368057 | 5,592222- | 7,6                   |
| عمر بن عيسى                               | توفي 1019 هـ        | جبل العلم      |                         | 35,316666 | 5,516667- | 10,3                  |

ملاحظة: جل التواريخ تقريبية لتقدير عهد كل واحد من الأجداد.

## الهجرة من جبل العلم
- هاجر العلميون سكان جبل العلم بعد ما سنحت لهم الفرصة وفي فترات مختلفة من التاريخ وعلى دفعات، إلى مدن ومناطق أخرى من المغرب ومنهم من هاجر إلى المشرق لتحرير بيت المقدس من قبضة الصليبيين على سبيل المثال أيام صلاح الدين الأيوبي الذي كان استنجد في جهاده بالمغاربة. وعاصر صلاح الدين عبد السلام بن مشيش. فهب العلميون مع من هب لنصرة صلاح الدين وبقوا بالمشرق في بلاد الشام على الخصوص (وهم موجودون على سبيل المثال بفلسطين وسوريا والأردن ).
- هذا، كما ينطلق المغرب في محاولة استرجاعه للصحراء من اعتبار قبائلها امتداداً لقبائل مغربية موجودة في الشمال أو مهاجرة منه إلى الجنوب …. فالركيبات مثلاً ينتسبون إلى الأدارسة في الشمال وجدهم الأول الذي انتقل من ضواحي تطوان ـ جبل العلم ـ إلى الصحراء هو أحمد الركيبي. والعروسيون كذلك أدارسة هاجروا من جبل العلم قرب تطوان إلى الصحراء … إلى آخر القائمة...

## جبل العلم حاليا والتقسيم الإداري

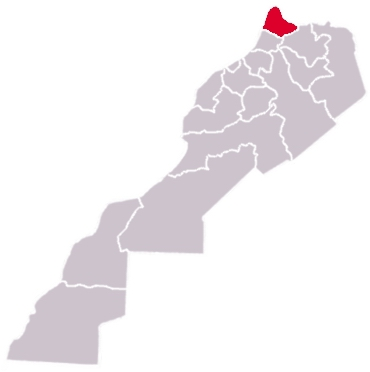
جهة طنجة تطوان وبها إقليم العرائش الذي يضم دائرة مولاي عبد السلام

- يقع جبل العلم حسب التقسيم الإداري بدائرة عبد السلام ب إقليم العرائش وتؤدي إليه الطريق المعبدة رقم RP 4702 التي تؤدي إلى عبد السلام بن مشيش.
- أما إقليم العرائش فهو أحد الأقاليم المغربية، ينتمي لجهة طنجة تطوان ويقع شمال البلاد في جبال الريف، على الساحل الأطلسي. ويضم الإقليم 472.386 ساكنا (2004).
- أما جهة جهة طنجة تطوان الحسيمة، التي تعتبر مدينة طنجة عاصمة لها، فتمتد على مساحة تقدر ب 11.570 كم2، أي 1.6% من المساحة العامة للمملكة. يحدها البحر الأبيض المتوسط من الشمال، والمحيط الأطلسي من الغرب، وجهة تازة - الحسيمة - تاونات من الشرق، وجهة الغرب الشراردة - بني حسن من الجنوب. بلغ عدد سكان هذه الجهة 2,470,372 نسمة في الإحصاء المغربي الرسمي لعام 2004 بحيث شكل سكانها نسبة 8,26% من إجمالي سكان المغرب. وتضم جهة طنجة تطوان، ثلاث ولايات: 1) ولاية تطوان: التي تضم إقليم تطوان، وإقليم العرائش، وإقليم شفشاون. 2) ولاية طنجة: التي تضم عمالة فحص بني مكادة، وعمالة طنجة أصيلة. 3) ولاية سبتة المحتلة. وتتكون جهة طنجة تطوان في المجموع من 100 جماعة، منها 13 بلدية و87 جماعة قروية.
- وتشكل طنجة تطوان إحدى الجهات الستة عشرة التي تؤلف المغرب.

## وصلات داخلية
- عبد السلام بن مشيش العلمي الإدريسي الحسني.
- أحمد مزوار الإدريسي الحسني.
- أمل بن إدريس بن الحسن العلمي
- إدريس بن الحسن العلمي
- العلمي

## وصلات خارجية
- http://fr.getamap.net/cartes/morocco/tanger-tetouan/_alam_monte/
- http://www.getamap.net/maps/morocco/tanger-tetouan/_soukkhemisdesbeniarouss/
- منظر من جبل العلم قرب ضريح مولاي عبد السلام بن مشيش:

http://dafina.net/forums/file.php?52,file=28907
http://www.islamic-sufism.com/gallery/displayimage.php?album=random&cat=1&pos=-467
http://www.islamic-sufism.com/gallery/displayimage.php?album=topn&cat=-52&pos=1
http://www.deenislam.co.uk/gallery/shaykhs/ibnmashish.JPG
http://alamifamily.org/images/moroccoimg.jpg
http://aljazeeratalk.net/upload/9771/1179593375.jpg
- تحديد خطوط العرض والطول بجبل العلم والمناطق المجاورة والمسافات للمزارات انطلاقا من جبل العلم وأوقات الصلاة بجبل العلم:

http://www.islamicfinder.org/prayerDetail.php?country=morocco&city=Jbel_el_Alam&id=6157&lang=arabic
- وصلات ذات صلة:

http://www.almoslem.net/modules.php?name=News&file=article&sid=8
http://amdecope.i-clic.net/article-123856-6.html